# جيف لورد
جيف لورد (بالإنجليزية: Geoff Lord)‏ هو شخصية أعمال أسترالي، ولد في 28 مارس 1945.